# Nimbo (iconografía)

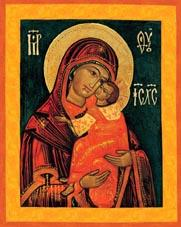
Icono con la Virgen y el niño con nimbo.

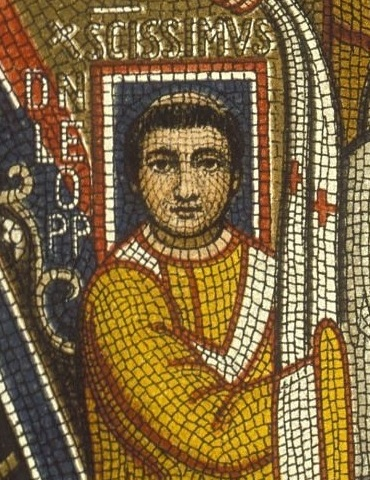
Mosaico del papa León III, representado con un halo cuadrado, lo que indica que se encontraba vivo. Hacia el 798, Palacio de Letrán, Roma.

Un nimbo, halo o aureola (del latín, nimbus, "nube oscura" o "aureola") es la luminosidad, a modo de corona, usualmente circular, que aparece detrás y alrededor de la cabeza en una imagen o icono. Como símbolo, hace destacar la luz espiritual o divina del personaje representado.
Aunque se suele emplear como sinónimo de aureola, ésta suele colocarse sobre la cabeza (un círculo o elipse suelto o rozando la cabeza) o bien su luminosidad puede envolver todo el cuerpo del personaje.

## Tipos de nimbos
A modo indicativo, pueden distinguirse, entre otros, diferentes tipos de nimbos:
- Nimbo cuadrado, utilizado para representar altos dignatarios que estaban todavía vivos en el momento de su representación (papas, emperadores, reyes).
- Nimbo redondo, para representar personajes fallecidos. Puede ser de un aro o de aro doble.
- Nimbo crucífero o cruciforme, cuando en el círculo se inscribe una cruz de brazos iguales, reservado a la representación de Jesucristo.
- Nimbo triangular, con forma de triángulo, exclusivo de la persona del Padre de la trinidad cristiana.
- Nimbo radiado o radiante, en forma de rayos, disco aplicado a los dioses antiguos.
- Nimbo perlado, utilizado principalmente por los musulmanes, donde los bienaventurados viven en perlas.[1]
- Nimbo cenital: situado sobre la cabeza en posición horizontal; si está a una cierta altura, se denomina también «levitante».
- Nimbo estrellado: la aureola tiene forma de estrella.

## Antigüedad

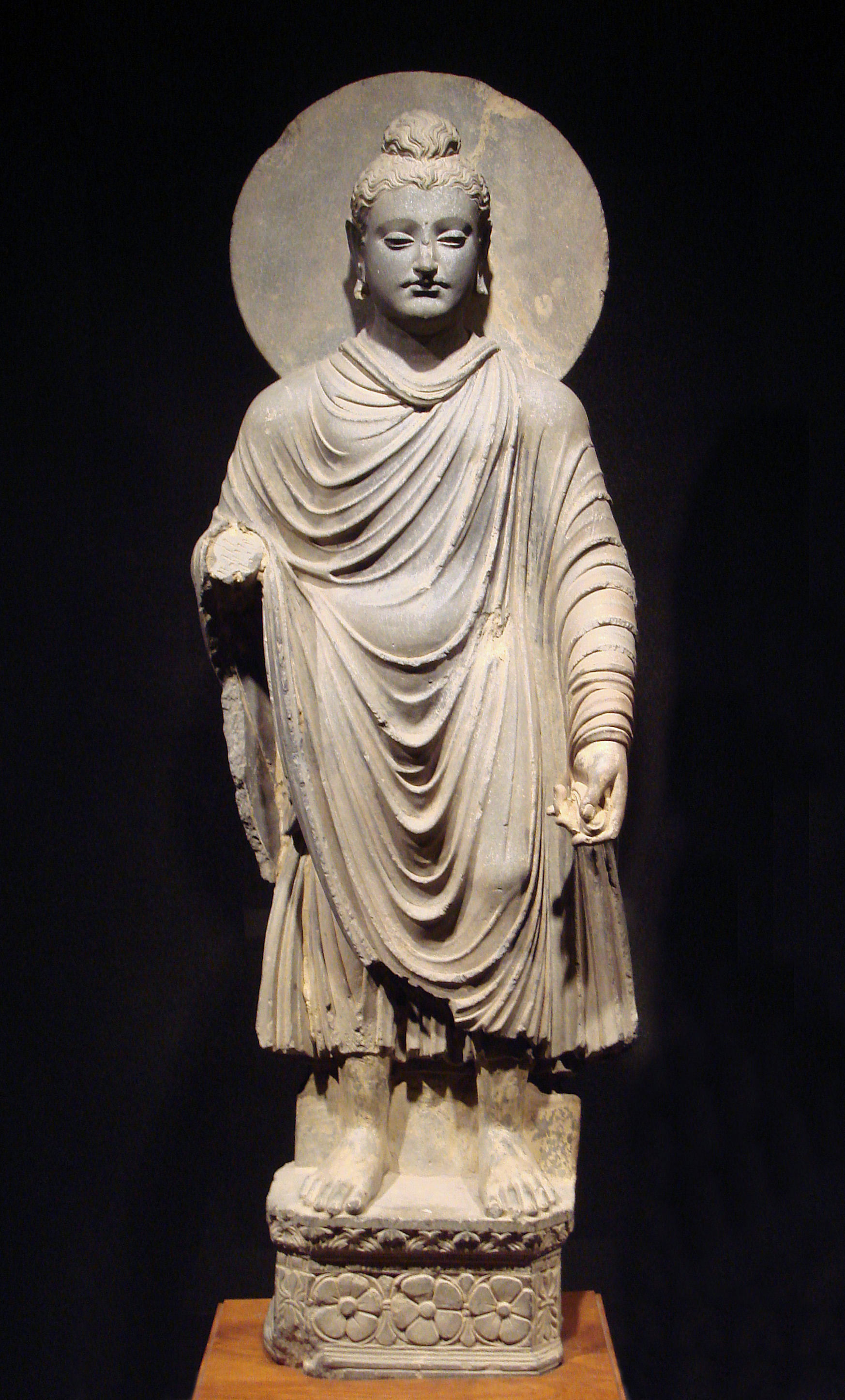
Nimbo en una de las primeras representaciones de Buda en el arte greco-budista, siglos I-II, Gandhara, Pakistán.

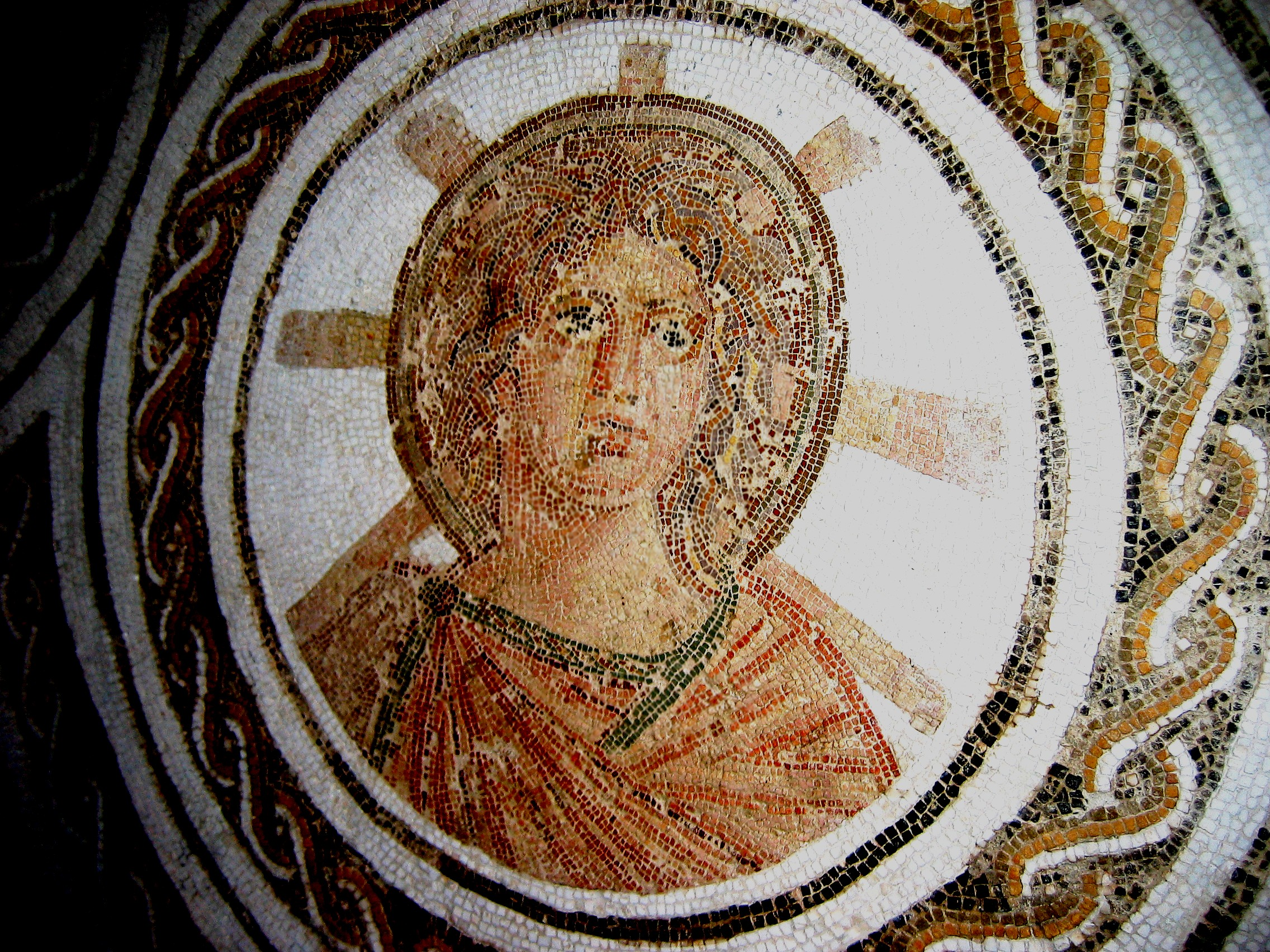
Apolo con un nimbo radiante en un mosaico romano de finales del, El Djem, Túnez).

El nimbo fue empleado por los egipcios, hindúes, griegos y romanos en imágenes de dioses o personajes divinizados, como símbolo de poder y grandeza. 
En las representaciones pictóricas más antiguas encontradas, el nimbo era de hecho un disco y no un círculo, evocando a Ra el dios del disco solar en el Antiguo Egipto y este disco también apareció especialmente sobre la cabeza de los dioses egipcios Jonsu o Hathor. En la antigüedad greco-romana aparece sobre las cabezas de dioses como Helios o Apolo. Durante el Imperio Romano, el nimbo va a tomar la forma de un círculo perfecto, especialmente en las representaciones de emperadores divinizados.
También se han representado nimbos y aureolas con mucha frecuencia en el arte de la India, sobre todo en la iconografía budista, donde se han atestiguado por lo menos desde el siglo I.

## Iconografía cristiana

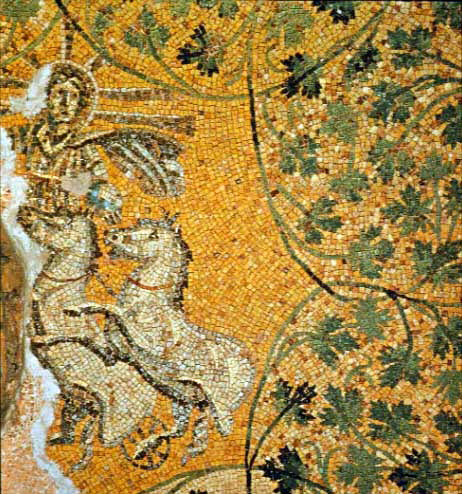
Mosaico de finales del de Sol Invictus con nimbo en el Mausoleo M de la necrópolis bajo la basílica de San Pedro que ha sido interpretado como una representación de Cristo (Cristo como el Sol).

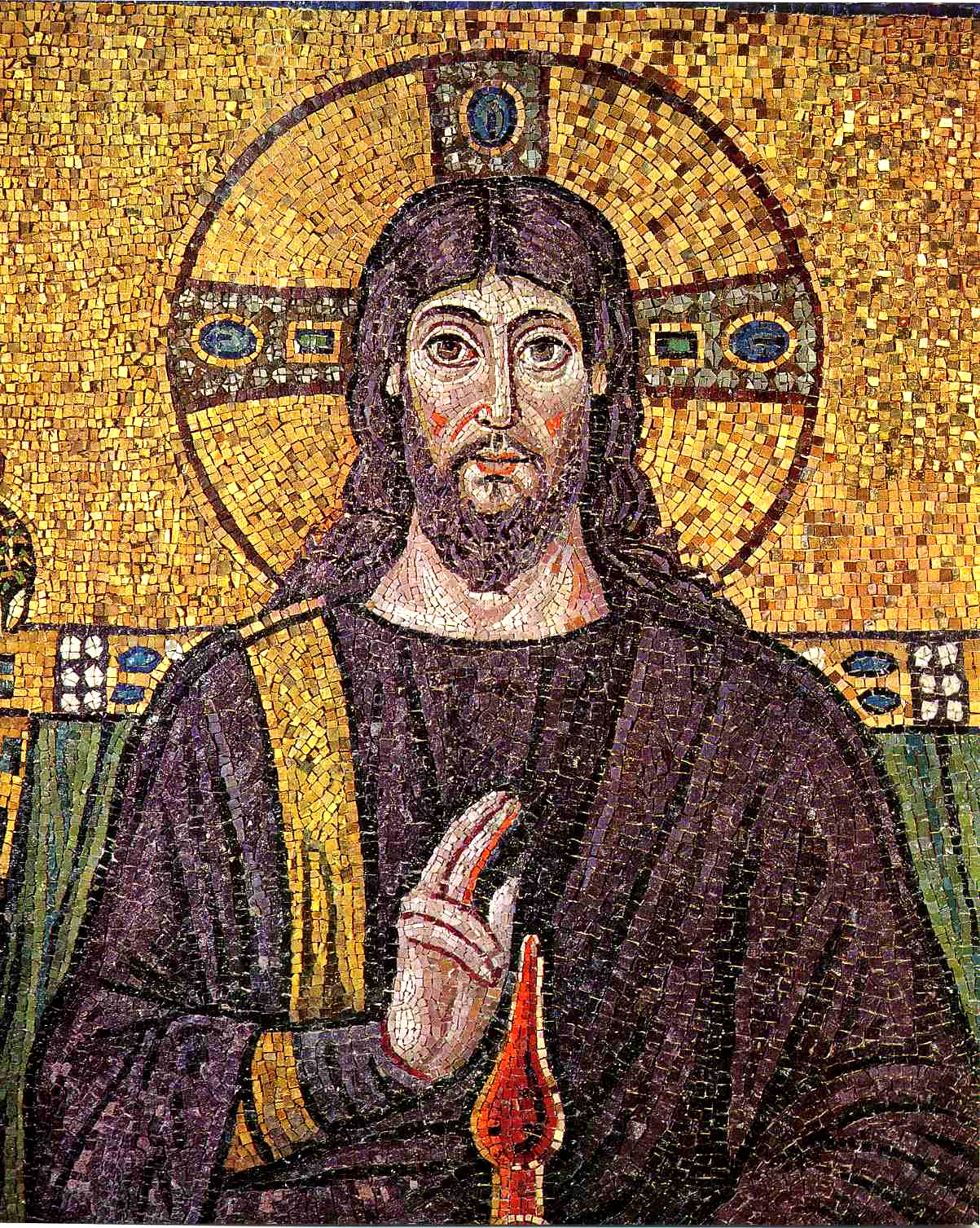
Mosaico de Cristo con el nimbo crucífero en la Basílica de San Apolinar Nuovo en Rávena.

El nimbo se incorporó al arte paleocristiano durante el siglo IV, con las primeras imágenes icónicas de Cristo, en un principio la única figura representada (junto con su símbolo, el Cordero de Dios). Inicialmente, el nimbo fue considerado en algunos casos como una representación del Logos de Cristo, su naturaleza divina, y por tanto, muy tempranamente se representa antes de su bautismo por Juan el Bautista sin nimbo, siendo cuestión de debate si su Logos era innato a su nacimiento (punto de vista ortodoxo), o adquirida por el bautismo (punto de vista nestoriano). En este periodo también es representado como un niño o joven en los bautismos, aunque esto puede ser una forma de representación hierática y no relacionada con la edad.
También, el nimbo cristiano se encuentra en imágenes ubicadas en las catacumbas. Los cristianos imitaban ya la costumbre de los romanos, que rodeaban con un símbolo luminoso a los dioses y emperadores. Desde el siglo VII, se generaliza a todos los santos pero aún se conserva para otros personajes hasta el siglo XII según se aprecia en miniaturas de algunos códices en marfiles y mosaicos. En el caso de los santos cristianos, el nimbo que rodea la cabeza simboliza la luz divina que alcanza el entendimiento del hombre, el cual la irradiará a su alrededor.
El nimbo también se ha utilizado en animales, en la medida que estos últimos simbolicen a personajes sagrados. El cordero y el fénix que simbolizan a Cristo están a menudo "nimbados".
El nimbo crucífero se halla desde el siglo VI, marcado con tres bandas que recuerdan la cruz de Cristo o la Santísima Trinidad, por ejemplo, en las fiolas del Tesoro de Monza) y el nimbo formado por estrellas se aplica a la Virgen María desde el siglo XVI. En algunas escuelas regionales de pintura se usó en la Edad Media el nimbo poligonal, reservado para personajes del Antiguo Testamento. 

### Regulaciones iconográficas cristianas

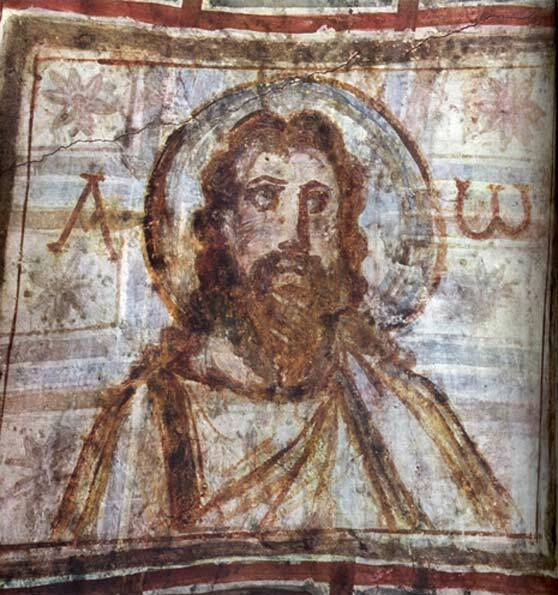
Pintura del de Cristo barbado con nimbo en la Catacumba de Comodila.

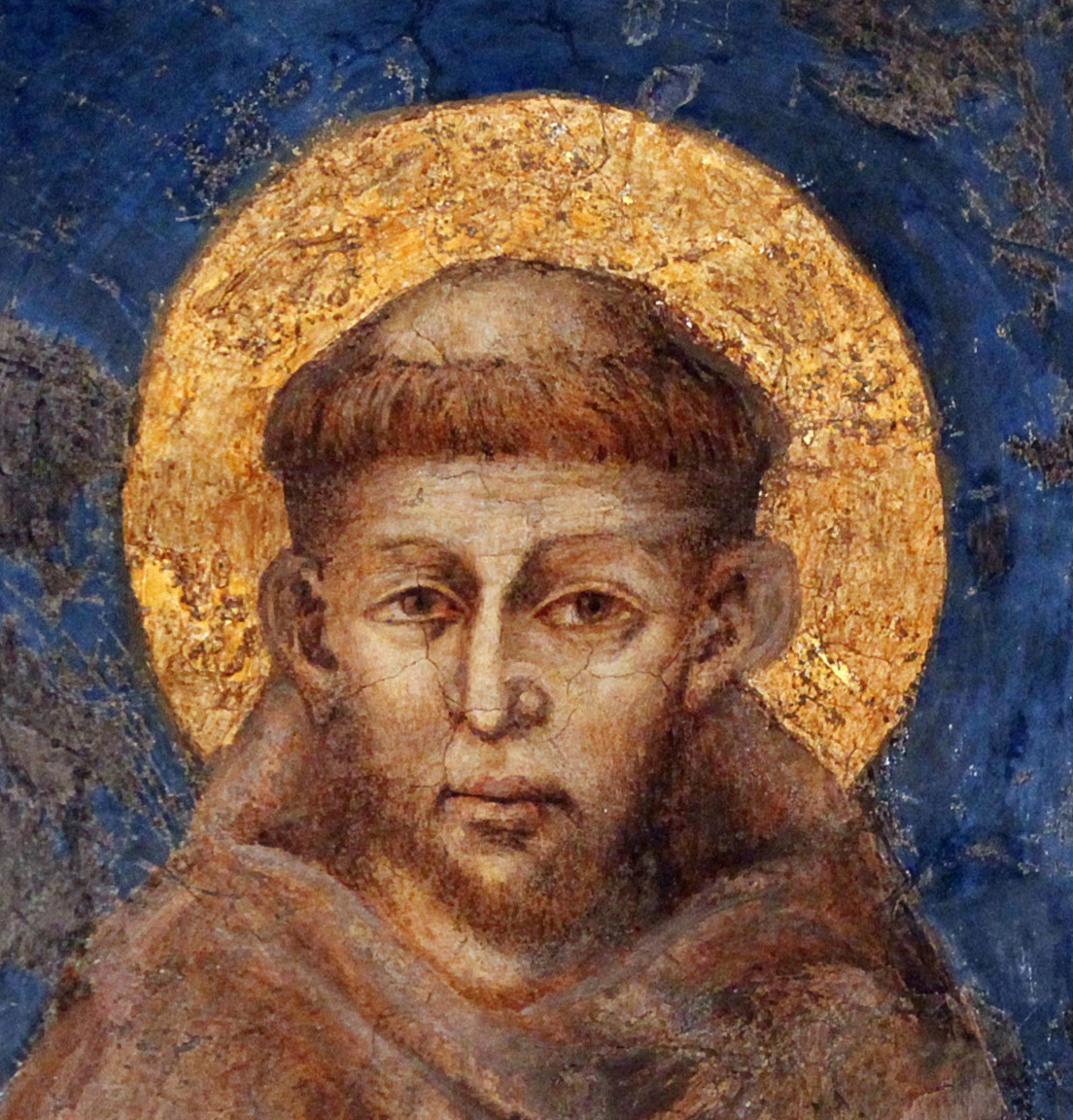
San Francisco de Asís por Cimabue.

Se ha observado que en la iconografía cristiana, el uso del nimbo puede regirse, en parte, por unas reglas no escritas:
- El nimbo de forma circular está reservado para los ángeles y los santos. Si tiene la forma radial, indica un beato.
- El nimbo en el que se inscribe una cruz, reservada a Jesús, suele ser de color rojo y normalmente sólo pueden verse tres brazos, pues el inferior está cubierto por el cuello y el torso.
- Dios Padre, cuando se representa en forma humana (por lo general anciano con una larga barba y el pelo suelto), a menudo lleva un nimbo de forma triangular, que simboliza la Santísima Trinidad.
- Para las personas con fama de santidad, pero todavía vivos, o muertos, siempre que no hayan sido canonizados oficialmente, a los que no les está permitido el nimbo circular, se utiliza el nimbo cuadrado desde el siglo VII. El cuadrado es un símbolo de lo terrestre, frente a lo circular, que está reservado al ámbito del cielo.
- Nimbos poligonales para las personificaciones de las virtudes (virtudes teologales,...) relacionándolos con la numerología. También para personajes del Antiguo Testamento.
- El nimbo negro simboliza el mal y es utilizado para el diablo o para Judas Iscariote, el traidor a Jesús.
- El nimbo estrellado es utilizado para los beatos desde la Edad Media.[7]

## Iconografía tántrica
En la iconografía tántrica del budismo tibetano, el cuerpo de los budas y los bodhisattvas aparece con un doble nimbo: uno en torno a la cabeza (como es usual en el arte cristiano) y otro mayor aureolando el cuerpo sentado sobre la flor de loto.

Escudo de Puerto Rico. Obsérvese el cordero nimbado, símbolo de Cristo.

## Heráldica
En el actual escudo de Puerto Rico, que data de 1511,  el escudo más viejo del Continente Americano, aparece un Agnus Dei (cordero de Dios) con nimbo, sobre un libro del que sobresalen los siete sellos descritos en el Apocalipsis. 